# 90844 Todai
90844 Todai è un asteroide della fascia principale interna. Scoperto nel 1996, presenta un'orbita caratterizzata da un semiasse maggiore pari a 2,241379 UA e da un'eccentricità di 0,177732, inclinata di 3,062877° rispetto all'eclittica.
Prende il nome dall'Università imperiale di Tokyo (Tokyo Daigaku), fondata nel 1877. L'Osservatorio Kiso Schmidt, affiliato all'università, è stato inaugurato nel 1974.